# Мюфке, Константин Карлович
Константи́н Ка́рлович Мю́фке (нем. Müfke; 24 октября (6 ноября) 1903, Казань, Российская империя — 26 января 1968, Тбилиси, СССР) — советский актёр театра и кино, один из первых исполнителей роли В. И. Ленина. Народный артист Грузинской ССР (1950).

## Биография
Константин Мюфке родился в 1903 году в Казани. Отец — архитектор Карл Мюфке, мать — ученица Казанской художественной школы Наталья Арбузова (сестра учёного-химика А. Е. Арбузова). По линии отца принадлежал к потомственному дворянству, полученному дедом, известным воронежским провизором Людвигом Мюфке. В 1907 году, в четырёхлетнем возрасте потерял мать, умершую от саркомы. В 1909 году отец уехал работать в Саратов, несколько лет Константин со старшим братом Александром воспитывались бабушкой по материнской линии - Надеждой Александровной Арбузовой. В 1916 году отец женился повторно, забрал сыновей в Саратов. Отношения с мачехой у детей не сложились, вскоре она оставила семью.
В 1922—1924 годах К. Мюфке учился на физико-математическом факультете Саратовского университета. Оставив университет в 1924 году, поступил в Саратовский театральный техникум, который окончил в 1927 году. Получив диплом артиста, работал в драматических театрах Воронежа (1927—1929), Саратова (1935—1936), Киева, Днепропетровска (1933—1934), Тбилиси (1934—1935; 1936—1968).
Умер в 1968 году в Тбилиси.

## Творчество
В 1927—1929 годах К. Мюфке работал в Воронежском драматическом театре (исполнял роли Христофора в «Укрощении строптивой» У. Шекспира, Добчинского в комедии «Ревизор» Н. В. Гоголя, участвовал в спектакле по пьесе «Луна слева» В. Н. Билль-Белоцерковского и др.).
В 1933—1934 годах работал в Днепропетровском русском драматическом театре, в 1935—1936 — в Саратовском краевом театре драмы им. Карла Маркса, в 1934—1935 и 1936—1968 годах — в Тбилисском государственном театре русской драмы имени А. С. Грибоедова.
Выступал в амплуа характерного актёра в пьесах русской классической и советской драматургии.
Был одним из первых исполнителей роли В. И. Ленина в кино — в фильме «Великое зарево» М. Э. Чиаурели (1938) и на театральной сцене — в спектаклях Тбилисского драматического театра «Человек с ружьём» Н. Ф. Погодина (1938), «Из искры» Ш. Н. Дадиани (1939), «Кремлёвские куранты» Н. Ф. Погодина (1940), «В. И. Ленин и А. М. Горький» К. Добжинского (1948), «Грозовой год» А. Я. Каплера (1957), «Третья патетическая» Н. Ф. Погодина (1958).
Согласно свидетельству режиссёра и критика Г. В. Спектора, вдова вождя считала Мюфке «самым похожим Лениным».
По оценке Е. И. Шапатава:

К. Мюфке — актёр большого диапазона, неутомимый в своих творческих поисках, с филигранной тщательностью отделывающий образы и обогащающий их от спектакля к спектаклю.

## Роли в театре
- Бобчинский («Ревизор» Н. В. Гоголя)
- Вожеватов («Бесприданница» А. Н. Островского)
- Крутицкий («На всякого мудреца довольно простоты» А. Н. Островского)
- Лыняев («Волки и овцы» А. Н. Островского)
- Сорин («Чайка» А. П. Чехова)
- Протасов («Дети солнца» М. Горького)
- Гриша («Варвары» М. Горького)
- Кутузов («Давным-давно» А. К. Гладкова)
- Профессор Горностаев («Любовь Яровая» К. А. Тренёва)
- Вайнонен («Оптимистическая трагедия» В. В. Вишневского)
- Леонид Борисович («Машенька» А. Н. Афиногенова)
- Громов («Аристократы» Н. Ф. Погодина)
- Швач («Разлом» Б. А. Лавренёва)
- Стесель («Порт-Артур» А. Н. Степанова и И. Ф. Попова)
- Мудзи-Мура («На той стороне» А. А. Барянова)
- В. И. Ленин («Человек с ружьём» Н. Ф. Погодина, «Из искры» Ш. Н. Дадиани, «Кремлёвские куранты» Н. Ф. Погодина, «В. И. Ленин и А. М. Горький» К. Добжинского, «Грозовой год» А. Я. Каплера, «Третья патетическая» Н. Ф. Погодина и др.[5][8][6][7]

## Фильмография
- 1938 — Великое зарево
- 1958 — Маяковский начинался так… (в эпизоде)[7]

## Награды и почётные звания
- Орден Трудового Красного Знамени (1 февраля 1939)[7].
- Медаль «За доблестный труд в Великой Отечественной войне» (25 февраля 1946)[7].
- Народный артист Грузинской ССР (30 октября 1950)[5][7].

## Комментарии
1. ↑  «Театральная энциклопедия» и энциклопедия «Немцы России» указывают годом рождения 1913-й[1], биографы отца актёра, архитектора К. Л. Мюфке — 1903 год[2][3]. Последнее соотносится с остальными биографическими сведениями (смерть матери Константина Мюфке в 1907 году, его обучение в Саратовском университете в 1922—1924 годах, Саратовском театральном техникуме в 1924—1927 годах и др.).
2. ↑  Константин, Александр — традиционные имена в роду Мюфке[2].